# Catastia marginea
Catastia marginea là một loài bướm đêm thuộc họ Pyralidae. Nó được tìm thấy ở miền bắc và Trung Âu và về phía đông qua Nga.
Sải cánh dài 20–22 mm.
Ấu trùng có lẽ ăn Alchemilla vulgaris và Potentilla